# Cratere Fra Mauro
Fra Mauro è un cratere lunare di 96,76 km situato nella parte sud-occidentale della faccia visibile della Luna, confinante con il bordo meridionale ci sono il cratere Bonpland e il cratere Parry, che formano dei rigonfiamenti verso l'interno di Fra Mauro.
Parte della circostante formazione Fra Mauro, situata a nordest del Mare Cognitum e a sudest del Mare Insularum, il cratere Fra Mauro è quanto rimane di una pianura lunare fortemente erosa.
Il fondo della formazione è ricoperto di lava basaltica. La superficie è praticamente divisa da svariati crepacci che partono dai bordi nord e sud. Non c'è alcun picco centrale, e il piccolo cratere "Fra Mauro E" si trova proprio vicino al punto centrale della formazione.

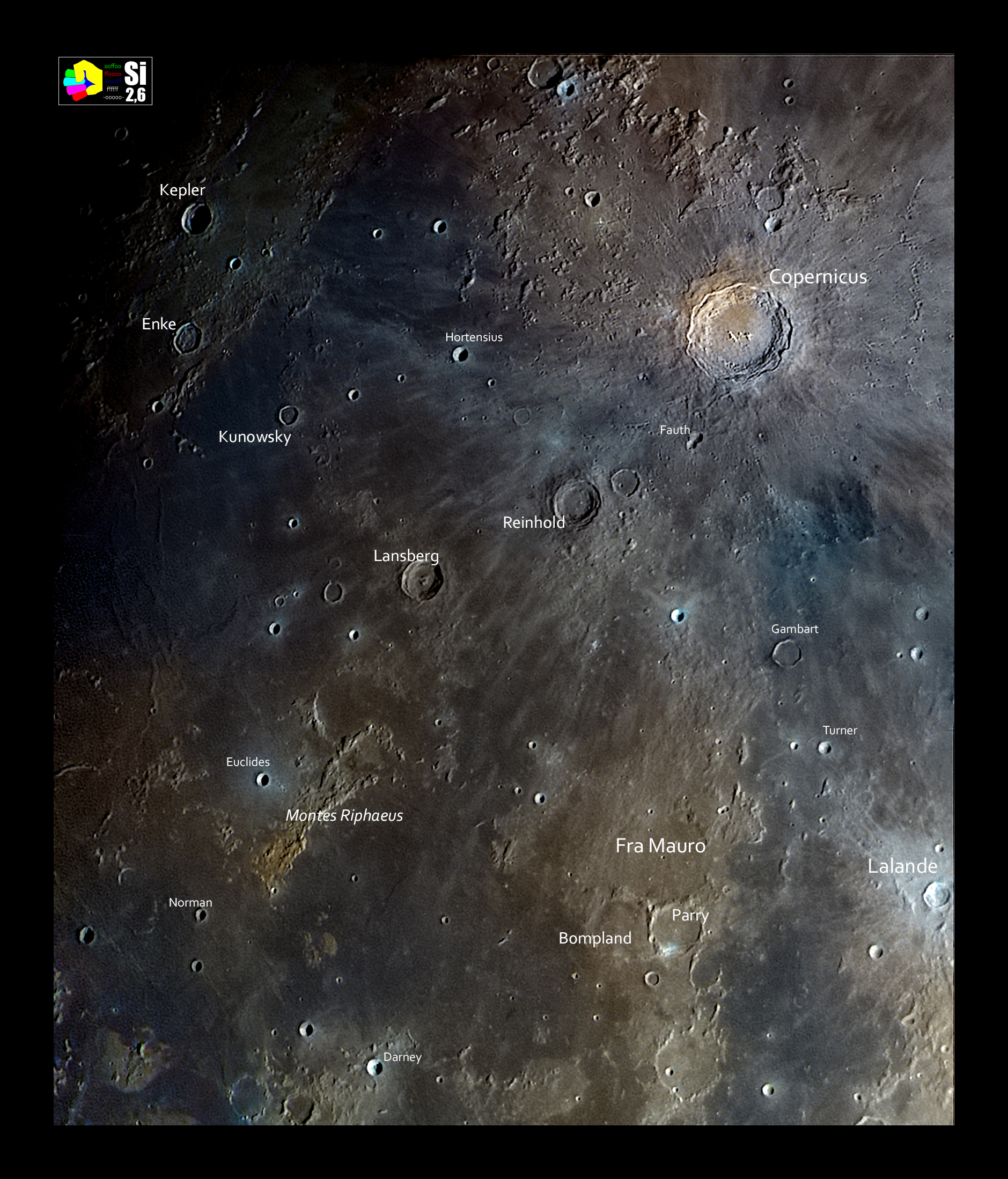
Il cratere(in basso) con le strutture vicine in una Immagine Selenocromatica(Si)

Quello che resta del bordo di Fra Mauro è pesantemente eroso, con incisioni ben visibili di impatti passati e alcune fratture nelle pareti nord ed est. L'orlo è più prominente verso sudest, dove ha una parete in comune con Parry. Ciò che resta è formato praticamente da crinali bassi ed irregolari. L'altezza massima delle pareti esterne è appena 700 metri.
Poco a nord del cratere si trova il sito di allunaggio della missione Apollo 14. Gli astronauti raccolsero breccia depositatasi in quella zona al momento della formazione del Mare Imbrium ricoprendo in parte anche il cratere Fra Mauro. È a queste strutture irregolari di piroclasti che è stato assegnato il nome di "Formazione di Fra Mauro".
Il cratere è dedicato al monaco italiano Fra Mauro.

## Crateri correlati
Alcuni crateri minori situati in prossimità di Fra Mauro sono convenzionalmente identificati, sulle mappe lunari, attraverso una lettera associata al nome.
| Fra Mauro | Coordinate           | Diametro (in km) |
| --------- | -------------------- | ---------------- |
| A         | 5°28′12″S 20°57′36″W | 9,29             |
| B         | 4°01′48″S 21°42′00″W | 6,96             |
| C         | 5°27′00″S 21°41′24″W | 5,92             |
| D         | 4°49′12″S 17°37′12″W | 4,46             |
| E         | 6°00′00″S 16°49′48″W | 3,42             |
| F         | 6°43′48″S 16°58′12″W | 3,07             |
| G         | 2°12′36″S 16°19′48″W | 5,67             |
| H         | 4°09′00″S 15°34′48″W | 5,61             |
| J         | 2°37′12″S 18°39′00″W | 3,28             |
| K         | 2°32′24″S 16°48′00″W | 6,08             |
| N         | 5°21′00″S 17°27′36″W | 3,18             |
| P         | 5°26′24″S 16°32′24″W | 2,95             |
| R         | 2°16′12″S 15°36′00″W | 3,8              |
| T         | 2°03′36″S 19°24′36″W | 2,5              |
| W         | 1°19′48″S 16°49′48″W | 3,7              |
| X         | 4°28′12″S 17°19′48″W | 19,65            |
| Y         | 4°06′36″S 16°44′24″W | 3,45             |
| Z         | 3°48′36″S 14°39′36″W | 4,75             |